# Płoty
Płoty (Duits: Plathe) is een stad in het Poolse woiwodschap West-Pommeren, gelegen in de powiat Gryficki. De oppervlakte bedraagt 4,12 km², het inwonertal 4146 (2005).

## Verkeer en vervoer
- Station Płoty